# Totál turbó – Az új generáció
A Totál turbó – Az új generáció (eredeti cím: Speed Racer: The Next Generation) amerikai televíziós 2D-s számítógépes animációs sorozat, amelyet Frank Rivera rendezett. Amerikában a Nicktoons vetítette, Magyarországon pedig a Megamax sugározta.

## Ismertető
A történet legfőbb példái a száguldás, a sebesség, a verseny és az adrenalin. A sorozat főhőse Speed, aki akadémia tanuló az autóversenyben. A szuper járgányával, virtuális körre elnavigál, amelyre fel van készülve. A nagyszerű autójában rátalál egy titkos tervre. Zile Zazic a fő ellensége, aki dúsan gazdag és rettentően gonosz. Az energiájával fáradozik rajta, hogy eltüntesse a nem éppen jó cselekedetei árulkodó jeleit. Zile Zazic lelepleződik, amely esetében a segítségére van csapata. A csapatának tagjai Lucy, Conor, Chim Chim és hozzá egy robot. Az öveket bekapcsolják és így indítják el az adrenalin hajszát.

## Szereplők
- Speed
- Conor
- Jared
- Spritle
- Lucy

## Magyar hangok
- Szalay Csongor – ?
- Roatis Andrea – ?
- Szokol Péter – ?
- Bogdányi Titanilla – ?
- Baráth István – ?
- Tóth Judit – ?
- Albert Gábor – ?
- Bolla Róbert – ?
- Berzsenyi Márton – ?
- Berzsenyi Benedek – ?
- Endrédi Máté – ?
- Póka Andrea – ?

## Epizódok

### 1. évad
1. ? (The Beginning Part 1)
2. ? (The Beginning Part 2)
3. ? (The Beginning Part 3)
4. ? (The Low Price of Fame)
5. ? (Be Cruel to Your School)
6. ? (The Note)
7. ? (The Fast Track Part 1)
8. ? (The Fast Track Part 2)
9. ? (The Fast Track Part 3)
10. ? (Honor Code)
11. ? (The Dance)
12. ? (Top Car)
13. ? (Video Essay)
14. ? (Comet Run Part 1)
15. ? (Comet Run Part 2)
16. ? (Comet Run Part 3)
17. ? (Plot for Teacher)
18. ? (Knight Racer)
19. ? (Money Problems)
20. ? (The Great Escape Part1)
21. ? (The Great Escape Part2)
22. ? (The Great Escape Part3)
23. ? (The Secrets of the Engine Part1)
24. ? (The Secrets of the Engine Part2)
25. ? (The Secrets of the Engine Part3)
26. ? (This Is Speed Racer)

### 2. évad
1. A visszatérés 1. rész (The Return, Part 1)
2. A visszatérés 2. rész (The Return, Part 2)
3. A visszatérés 3. rész (The Return, Part 3)
4. Egységben az erő 1. rész (Together We Stand, Part 1)
5. Egységben az erő 2. rész (Together We Stand, Part 2)
6. Egységben az erő 3. rész (Together We Stand, Part 3)
7. A homokóra 1. rész (The Hourglass, Part 1)
8. A homokóra 2. rész (The Hourglass, Part 2)
9. A homokóra 3. rész (The Hourglass, Part 3)
10. Vadászat az igazságra 1. rész (The Hunt for Truth, Part 1)
11. Vadászat az igazságra 2. rész (The Hunt for Truth, Part 2)
12. Vadászat az igazságra 3. rész (The Hunt for Truth, Part 3)
13. Verseny az ellenséggel 1. rész (Racing with the Enemy, Part 1)
14. Verseny az ellenséggel 2. rész (Racing with the Enemy, Part 2)
15. Verseny az ellenséggel 3. rész (Racing with the Enemy, Part 3)
16. Az árnyék világ 1. rész (The Shadow World Part 1)
17. Az árnyék világ 2. rész (The Shadow World Part 2)
18. Az árnyék világ 3. rész (The Shadow World Part 3)
19. Együtt a család 1. rész (Family Reunion Part 1)
20. Együtt a család 2. rész (Family Reunion Part 2)
21. Együtt a család 3. rész (Family Reunion Part 3)
22. A vasterror 1. rész (The Iron Terror Part1)
23. A vasterror 2. rész (The Iron Terror Part2)
24. A vasterror 3. rész (The Iron Terror Part3)
25. Megvagy! (Gotcha!)
26. Zsugorítás (Shrinkage)